# Монітори класу Maros
Монітори класу Maros входили до складу Військово-морських сил Австро-Угорщини. Було збудовано два монітори Maros і Leitha даного класу, названих на честь рік Муреш, Лейта. Вони стали першими річковими моніторами в Європі. 
При найменуванні була закладена традиція називати річкові монітори на честь рік Австро-Угорської імперії. Також при найменуванні було враховано дуалістичний характер Австро-Угорщини, яка поділялась на  "імператорську" австрійську та "королівську" угорську складові. Тож один корабель було названо на честь австрійської, а інший - угорської ріки.   

## Історія
Обидва монітори заклали 1870 на верфі у Будапешті. Їх озброїли 150-мм австрійськими гарматами, розміщеними у панцирних баштах і прийняли 1872 до складу збройних сил. Після Берлінського конгресу під час окупації Боснії 1878 їх використали для обстрілу сербських позицій на ріці Сава біля міста Славонський Брод, ріці Неретва при обстрілі міста Мостар. При модернізації 1893-1894 років монітори отримали нові котли, 120 мм німецькі гармати компанії Крупп.
У боях Першої світової війни монітори використовували у боях проти Сербії (1914-1915), Румунії (1916), а протягом 1917-1918 років майже не брали участі у бойових діях.
Після завершення війни монітори роззброїли, але мадяри знову їх озброїли і використали їх у війні з Чехословаччиною, Румунією за Семигороддя, Підкарпатську Русь (1918-1919). З початком 1921 монітори утилізували у Відні. "Maros" порізали на металобрухт, а "Leitha" використовували як понтон до 1928, коли він потрапив у приватні руки. Зрештою корпус монітора купив 1 листопада 1992 Музей військової історії у Будапешті (угор. Hadtörténeti Intézet és Múzeum). З 2010 монітор експонується на ріці Дунай як музейний корабель.

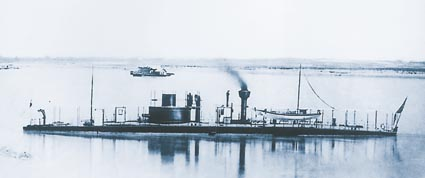
Монітор "Leitha"

## Джерело
- HUBERT, Miroslav. Monitory na Dunaji 1860–1945. HaPM. říjen 1995, roč. V, čís. 10, ISSN 1210-1427.
- HUBERT, Miroslav. Monitory na Dunaji 1860–1945 (dokončení). HaPM. listopad 1995, roč. V, čís. 11, ISSN 1210-1427.